# 1553년

## 연호
- 명(明) 가정(嘉靖) 32년
- 일본(日本) 덴분(天文) 22년
- 후 레 왕조(後黎朝) 투언빈(順平) 5년
- 막 왕조(莫朝) 까인릭(景曆) 6년

## 기년
- 류큐(琉球) 쇼세이왕(尚清王) 27년
- 명(明) 세종 가정제(世宗 嘉靖帝) 32년
- 조선(朝鮮) 명종(明宗) 8년
- 후 레 왕조(後黎朝) 중종(中宗) 5년
- 막 왕조(莫朝) 선종(宣宗) 7년

## 사건
- 7월 10일 - 레이디 제인 그레이, 잉글랜드의 여왕으로 옹립
- 7월 19일 - 잉글랜드의 메리 1세, 잉글랜드 왕국 및 아일랜드 왕국의 여왕으로 즉위.

## 탄생
- 5월 14일 - 프랑스와 나바라의 왕비 발루아의 마르그리트. (~1615년)
- 11월 26일 - 조선 선조의 후궁 공빈 김씨, (~1577년)
- 12월 13일 - 프랑스와 나바라의 왕 앙리 4세. (~1610년)
- 12월 27일 - 조선 중기의 무신, 전라도 병마절도사 이순신. (~1611년)

### 미상
- 조선 중기의 무신 정발. (~1592년)

## 사망
- 7월 6일 - 잉글랜드 국왕 에드워드 6세. (1537년~)
- 11월 23일 - 조선의 성리학자 이언적. (1491년~)